# Estación Adela
Adela es una estación ferroviaria ubicada en la localidad homónima, en el partido de Chascomús, Provincia de Buenos Aires, Argentina.

## Servicios
Es una estación intermedia del ramal entre la estación Constitución de la ciudad de Buenos Aires con la estación Mar del Plata, estos servicios no prestan parada en esta estación.

## Ubicación
Está ubicada a 129 kilómetros de la estación Constitución.

## Toponimia
Su nombre deriva del establecimiento de campo del Sr. Dodds, donante del terreno en el que se construyó la estación.

## Nota
1. ↑  Los trenes no se detienen en esta estación